# Винный Майдан
Ви́нный Майда́н — деревня в Дальнеконстантиновском районе Нижегородской области. Входит в состав Богоявленского сельсовета.

## География
Деревня находится на расстоянии 17 км к северо-западу от рабочего посёлка Дальнее Константиново, административного центра района, и 56 км к юго-западу от города Нижний Новгород, административного центра области.

### Часовой пояс
Деревня Винный Майдан, как и вся Нижегородская область, находится в часовой зоне МСК (московское время). Смещение применяемого времени относительно UTC составляет +3:00.

## История
В «Списке населенных мест» Нижегородской губернии по данным за 1859 год значится как владельческая деревня при ключах и колодцах 50 верстах от Нижнего Новгорода. В деревне насчитывалось 65 дворов и проживало 393 человека (186 мужчин и 207 женщин). В национальном составе населения преобладали терюхане.

## Население
| 2002 | 2010 |
| ---- | ---- |
| 86   | ↘48  |

### Национальный состав
Согласно результатам переписи 2002 года, в национальной структуре населения русские составляли 100 % из 86 чел.

## Улицы
Уличная сеть деревни состоит из двух улиц: Лесная и Центральная.